# Französische Tennismeisterschaften 1892
Die 2. französischen Tennismeisterschaften 1892 waren ein Tennisturnier. Es fand vom 16. bis 26. Juni 1892 in Paris, Frankreich statt.

## Herreneinzel
Jean Schopfer gewann gegen  Francis Louis Fassitt, mit 6:2, 1:6, 6:2.

## Herrendoppel
J. Havet/ D. Albertini gewannen gegen  Cucheval-Clarigny/ Carlos de Candamo, Ergebnis unbekannt.